# Воля-Ясеніцька
Воля-Ясеніцька (пол. Wola Jasienicka) — село в Польщі, у гміні Ясениця-Росельна Березівського повіту Підкарпатського воєводства.
Населення — 717 осіб (2011).
У 1975-1998 роках село належало до Кросненського воєводства.

## Демографія
Демографічна структура станом на 31 березня 2011 року:
|          | Загалом | Допрацездатний вік | Працездатний вік | Постпрацездатний вік |
| -------- | ------- | ------------------ | ---------------- | -------------------- |
| Чоловіки | 363     | 102                | 229              | 32                   |
| Жінки    | 354     | 86                 | 202              | 66                   |
| Разом    | 717     | 188                | 431              | 98                   |